# 아타나시오스 프리타스
아타나시오스 "사키스" 프리타스(그리스어: Αθανάσιος "Σάκης" Πρίττας, 1979년 1월 9일, 중앙 마케도니아 주 테살로니키 ~)는 그리스의 전 프로 축구 선수로, 현역 시절 미드필더로 활약했다.

## 클럽 경력
프리타스는 포세이돈 미하니오나에서 축구를 시작했다. 그는 포세이돈 미하니오나 소속으로 34번의 경기에 출전해 4골을 기록했는데, 특히 AEK와의 그리스 컵 경기에서 결승골을 넣은 것으로 회자된다. 그는 이후 스코다 크산티로 이적해 1999년부터 2005년까지 활약했다. 그는 선수단 주축 선수로 거듭나 97번의 리그 경기에서 5골을 기록했다. 2005년, 프리타스는 살로니카로 이주하여 이라클리스에서 2년을 보내고 지역 경쟁 구단인 아리스의 선수가 되었다. 그는 80번 가량의 노랑-검정 유니폼을 입은 경기에서 2골을 기록했다. 그는 지지자들을 등에 업었다. 다수 지지자들은 그를 중원의 지도자로 꼽았다. 그는 공넘김, 견제, 공중 경합에 두각을 나타냈으며, 매사에 열정적이었고, 지지자들의 지지를 업었다. 그러나, 2011년 11월, 그는 3경기 연속으로 결장했고, 미하우 프로비에르시 감독과 불화를 겪었다. 그는 또한 설상가상으로 한 차례의 기자회견에서 감정을 표출해 일이 더 안좋은 쪽으로 전개되었다.

## 국가대표팀 경력
2010년 6월 1일, 그는 2010년 월드컵의 23인 최종 명단에 이름을 올렸지만, 단 1경기도 출전하지 못했다.